# Offset (poligrafia)

Układ cylindrów i wałków w maszynie offsetowej

Offset, druk offsetowy – przemysłowa odmiana druku płaskiego, w której obraz przenoszony jest z płaskiej formy drukowej na podłoże drukowe za pośrednictwem cylindra pośredniego, który jest pokryty obciągiem. Offset jest obecnie jedną z najczęściej stosowanych technik druku.

## Charakterystyka
Druk offsetowy można podzielić na:

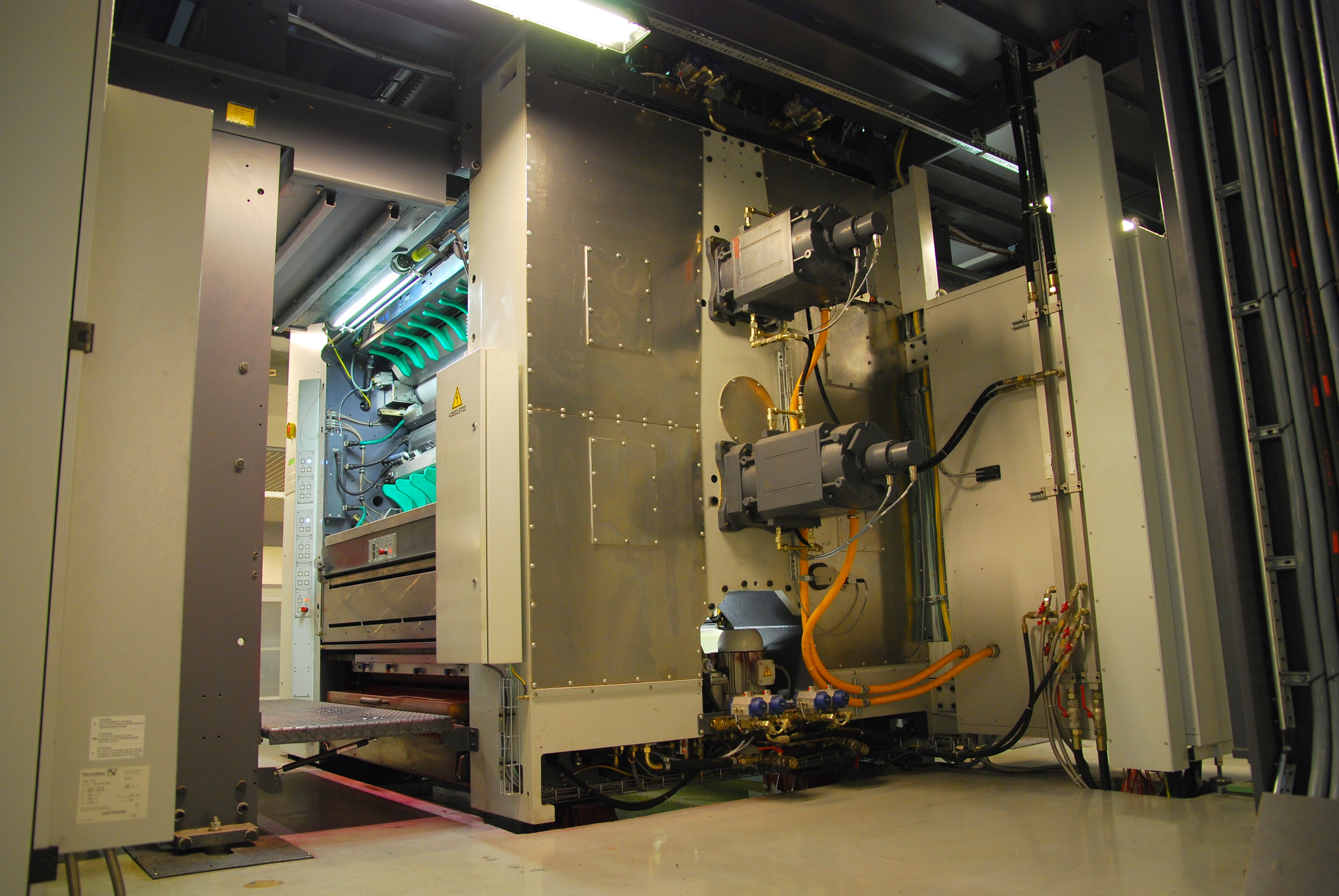
Wieża drukująca dużej zwojowej maszyny offsetowej (MAN-Roland)

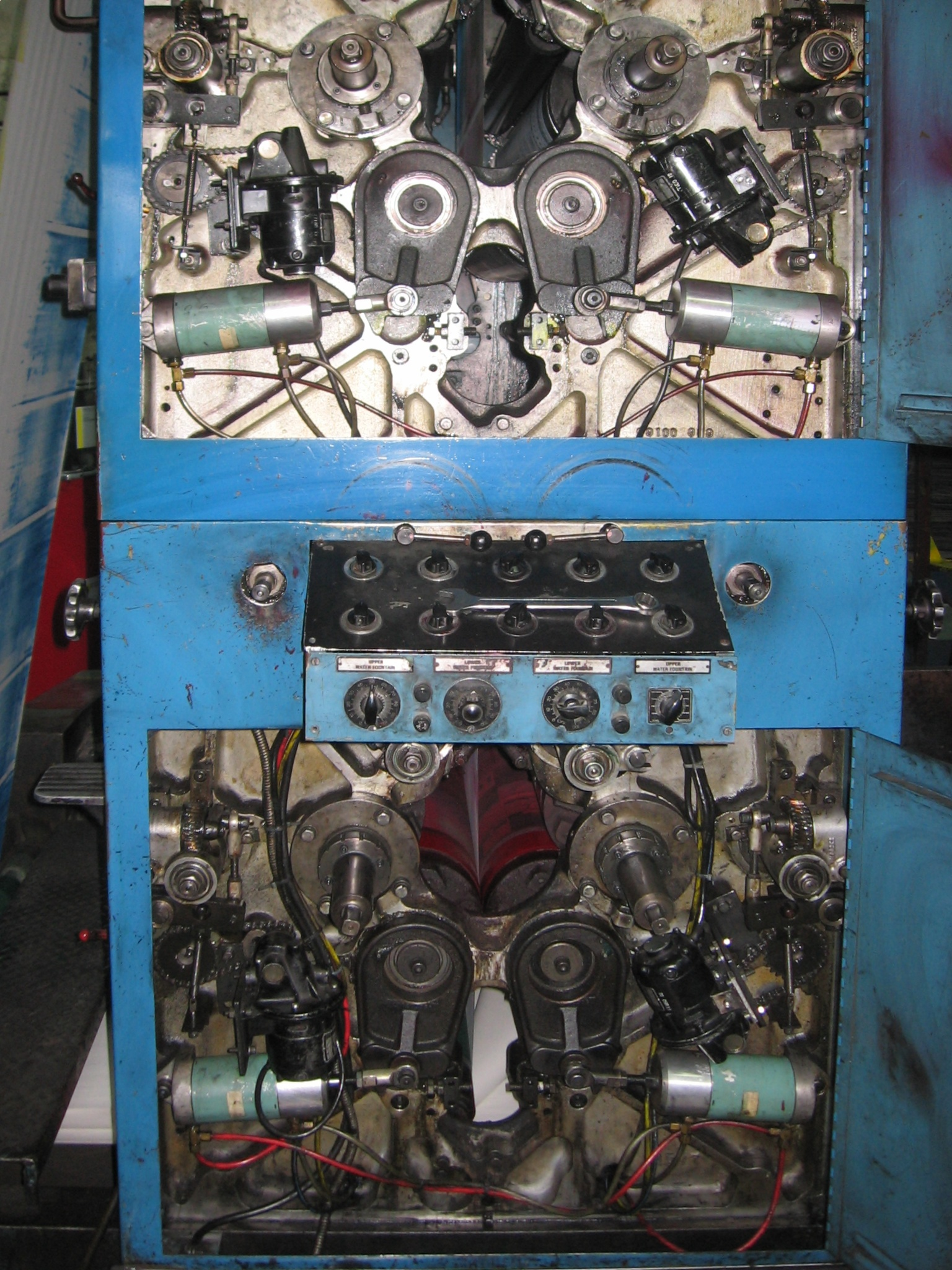
Wieża drukująca małej zwojowej maszyny offsetowej (King Press)

- offsetowy druk arkuszowy – podłoże drukowe w postaci arkuszy, farby offsetowe o dużej lepkości utrwalane przez wsiąkanie i polimeryzację, a w przypadku farb UV i hybrydowych przez polimeryzację zainicjowaną nadfioletem.
- offsetowy druk zwojowy (rolowy) – podłoże drukowe w postaci zwoju, farby lejne (czyli o małej lepkości)
  - coldset – offset „na zimno”: farba utrwalana przez wsiąkanie w papier
  - heatset – offset „na gorąco”: farba utrwalana przez wsiąkanie w papier i odparowanie w wysokich temperaturach (zadrukowana wstęga przed sfalcowaniem przechodzi przez nagrzany do wysokiej temperatury tunel suszący).

Coldset i heatset używany jest do druku wysokonakładowego, głównie gazet i czasopism. Technika „na gorąco” stosowana jest w szczególności do wydawnictw wyższej jakości, na papierze kalandrowanym i kredowanym.
Offset wodny – do pojawienia się offsetu bezwodnego technika offsetowa zawsze związana była z drukiem przy użyciu roztworu nawilżającego. W klasycznym offsecie, czyli wodnym, na płaskiej powierzchni formy drukowej znajdują się miejsca hydrofilowe, i te zwilża roztwór wodny, oraz miejsca hydrofobowe, i te zwilża farba drukowa. Między środowiskiem roztworu wodnego a środowiskiem offsetowej farby olejowej występuje odpychanie i ważne jest osiągnięcie stanu równowagi woda–farba, aby woda nie przenikała do farby i odwrotnie. Osiągane jest to przez właściwe dozowanie ilości farby i wody podawanej na formę drukową. Roztwór nawilżający to około 85–95% wody. Dodawane są do niej środki utrzymujące odpowiednią kwasowość roztworu nawilżającego (wartości pH zwykle od 4,8 do 5,2) i jego twardość, jak również środki zmniejszające napięcie powierzchniowe wody, na przykład alkohol izopropylowy (IPA). Niektóre maszyny offsetowe nie są przystosowane do nawilżania cieczą z dodatkiem IPA. Istnieją także maszyny, w których zrezygnowano z nawilżania alkoholowego na rzecz specjalnego roztworu buforowego (tzw. bufora). Zaznacza się tendencja do redukowania ilości IPA lub całkowitej z niego rezygnacji z powodu jego szkodliwości dla środowiska i pracowników. Tendencja ta będzie się nasilać, wymuszając stosowanie odpowiednich buforów.
Offset bezwodny – rodzaj druku offsetowego, w którym forma drukowa nie jest zwilżana środkiem zwilżającym, tj. wodą z dodatkami. Do druku bezwodnego stosowane są specjalne formy drukowe (formy silikonowe) i specjalne farby cechujące się wysokim napięciem powierzchniowym. Offset bezwodny eliminuje problemy pojawiające się w offsecie klasycznym związane z kontaktem roztworu zwilżającego z farbą drukową (emulgacja farby, utrata połysku farb metalicznych) oraz z podłożem (zawilgocenie podłoża drukowego). Umożliwia też grubsze niż w offsecie klasycznym (tj. ponad 3,5 µm) nałożenie farby ze względu na stosowanie specjalnej formy drukowej (analogia do wklęsłodruku). Koszty druku i problemy technologiczne sprawiają jednak, że w druku offsetowym zajmuje on stosunkowo niewielką przestrzeń niszową (na przykład zadruk powierzchni niechłonnych).
Wywoływanie formy offsetowej – proces usunięcia warstwy kopiowej z miejsc niedrukujących formy poprzez rozpuszczenie ich w odpowiednim wywoływaczu. Wywoływanie można wykonać ręcznie lub automatycznie za pomocą wywoływarki.

## Historia offsetu
Historia offsetu miała swe skromne początki pod koniec XVIII wieku wraz z wynalezieniem nowej techniki druku: litografii. Alois Senefelder (1771-1834), niemiecki wynalazca litografii, był synem aktora Teatru Królewskiego. Ojciec pragnął, aby Alois ukończył studia prawnicze. Po śmierci swego rodzica Alois przerwał studia i chcąc się usamodzielnić, skierował swe kroki ku teatrowi. Nie zyskał przychylnej opinii jako aktor, ale scenariusze teatralne, które zaczął pisać, znalazły szersze grono odbiorców. Kilka swych prac opublikował, jednak koszty druku były tak wysokie, że zyski ze sprzedaży były mizerne. Chcąc przyspieszyć publikację jednej ze swych prac, często bywał w drukarni. Stwierdził, że drukowanie jest na tyle nieskomplikowane, że jest w stanie sam tego dokonać – w tym celu nabył miedziane płyty, które zaczął grawerować. Była to praca czasochłonna i trudna, którą dodatkowo należało wykonywać tak, aby obraz na płycie był lustrzanym odbiciem zamierzonego efektu. Aby poćwiczyć niewprawną dłoń, nabył polerowane płyty wapienne. Kiedy matka poprosiła go o sporządzenie listy bielizny do prania, nie miał przy sobie kartki papieru i atramentu, spisał ją więc na kamieniu za pomocą sadzy zmieszanej z mydłem i woskiem. Zauważył, że miejsca pokryte tą mieszaniną nie przyjmują wody, ale farba do nich przylega. Odtąd Alois wykonywał rysunki na kamieniu, zwilżał powierzchnię płyty wodą, a następnie wałkiem nakładał farbę. Tak powstała matryca, której używał do powielania swych prac. Jednym z udanych eksperymentów Senefeldra było przeniesienie rysunku wykonanego specjalnym atramentem na specjalnym papierze na płytę wapienną, dzięki czemu można było wykonywać rysunki prawoczytelne, wznawiać nakład, dokładnie powielać ten sam rysunek na jednej płycie. Alois opatentował swój wynalazek, stając się ojcem litografii (gr. lithos = „skała”).
Początkowo litografia szybko się rozpowszechniała, ale w XX wieku zaczęła ustępować typografii. Litografia nie pozwalała na szybszy druk z powodu płaskich płyt kamiennych. Dla przyspieszenia druku należało wprowadzić prasy rotacyjne, ale materiał (kamień) uniemożliwiał tego typu rozwiązania. Rozpoczęto poszukiwania odpowiednich płyt metalowych. Po poszukiwaniach znaleziono odpowiedni materiał: cynk i aluminium. Cynkowe płyty zakładano na cylinder i tą drogą zadrukowywano papier. Jednak z powodu bezpośredniego kontaktu płyty z papierem rysunek na płycie szybko się ścierał, stąd ta metoda druku bezpośredniego nigdy nie rozpowszechniła się. Dodatkową przeszkodą był brak technicznych możliwości szybszego i łatwiejszego wykonywania rysunku na płycie.
Amerykański producent papieru zadrukowywał go za pomocą płaskiej maszyny litograficznej. Pod arkuszem papieru znajdowała się guma. Operator maszyny przez nieuwagę nie podłożył arkusza i farba odbiła się na gumie. Kolejny arkusz był zadrukowany przez kamień litograficzny z jednej strony i przez odbity rysunek na gumie z drugiej strony. Stwierdzono, że rysunek przenoszony przez gumę jest wyraźniejszy i czystszy. Zaczęto przenosić rysunek za pośrednictwem gumy. Druk pośredni podniósł żywotność płyt i dał początek nowej technice – drukowi offsetowemu.
Fotografia zastosowana w litografii sprawiła, że zaczęto coraz bardziej interesować się tą techniką. Dzięki zastosowaniu odpowiednich szklanych płyt, przez które wykonywano fotografie, można było otrzymać klisze rastrowe. Fotografia kolorowa dała początek offsetowemu drukowi w kolorze, z użyciem farb procesowych.
Pokonanie ostatniej przeszkody: wykonywanie płyt offsetowych presensybilizowanych na skalę przemysłową, otworzyło technice offsetowej szeroką drogę rozwoju, a offset stał się główną techniką druku.